# Murray Moten
Murray Moten (1899 - 1953) est un militaire australien, major général, durant la Seconde Guerre mondiale.

## Biographie
Il est le fils de John Moten et de Maude Mary Sophia. Il va à l'école primaire à Port Augusta puis à Mont Gambier. Il rejoint les cadets en août 1916 et l'armée en août 1917.
Il devient lieutenant en 1923 et en 1924 il étudie à l'Université d'Adélaïde. Il se marie en 1926 avec Kathleen Meegan à Adélaïde. Il est promu major en 1929. Il devient directeur de banque en 1934.
En 1939, il commande le 48e bataillon. En 1940, son bataillon est envoyé en Égypte. Il participe à la Campagne de Syrie (1941). En décembre 1941, il commande la 17e brigade. La brigade est envoyée au Sri Lanka et en Nouvelle-Guinée en 1943. Elle participe à la bataille de Wau.